# 拉索尼耶尔
拉索尼耶尔（法語：La Saunière，法語發音：[la sonjɛʁ]）是法国克勒兹省的一个市镇，位于该省中部，省会盖雷市区东南，属于盖雷区，也是大盖雷城市公共社区的一部分。

## 地理
拉索尼耶尔（46°7'49"N, 1°56'13"E）面积7.5 平方千米，位于法国新阿基坦大区克勒兹省，该省份为法国中部省份，位于法國中央高原西北部，北起安德尔省和谢尔省，西接维埃纳省，南至科雷兹省，东临多姆山省，东北与阿列省接壤。
与拉索尼耶尔接壤的市镇（或旧市镇、城区）包括：马泽拉、佩拉布、圣费尔、圣洛朗、圣伊里耶莱布瓦。
拉索尼耶尔的时区为UTC+01:00、UTC+02:00（夏令时）。

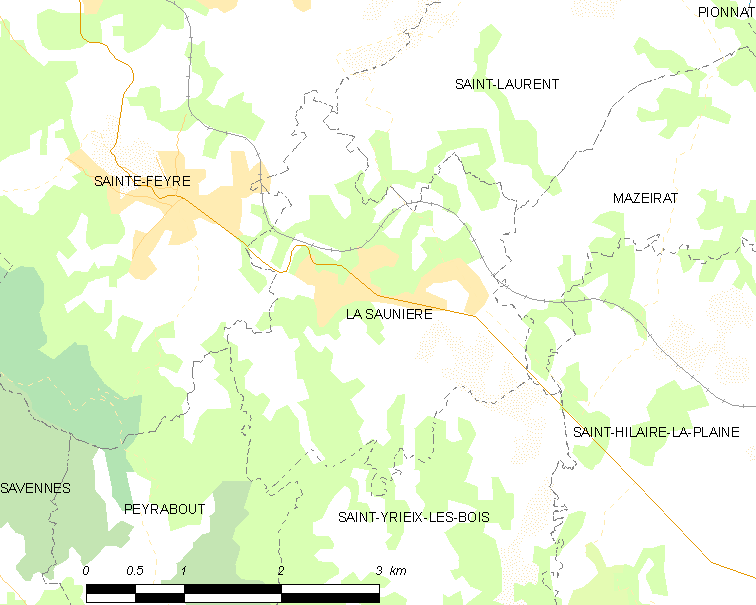
拉索尼耶尔的OSM定位图

## 行政
拉索尼耶尔的邮政编码为23000，INSEE市镇编码为23169。

## 政治
拉索尼耶尔所属的省级选区为盖雷第一县。

## 交通
克勒兹省省道D17线和D942线等经过拉索尼耶尔境内。

## 人口

1962-2008年间拉索尼耶尔人口变化图示

拉索尼耶尔于2022年1月1日时的人口数量为659人。